# Gátér
Gátér község Bács-Kiskun vármegye Kiskunfélegyházi járásában.

## Fekvése
Gátér a Dél-alföldi régióban, a Kiskunság keleti részén található. Kelet és északkelet felől Csongrád, nyugat és északnyugat felől Kiskunfélegyháza határolja, további szomszédai: délkelet felől Felgyő és Tömörkény, délnyugat felől pedig Pálmonostora.

### Megközelítése
Autópályán (M5), közúton és vasúton egyaránt könnyen megközelíthető. Belterületének északi szélén végighalad a Kiskunfélegyházát Csongrádon át Szentessel összekötő 451-es főút, így mindhárom város felől ez a leginkább kézenfekvő megközelítési útvonala. A környező kisebb települések közül Tömörkénnyel és Pusztaszerrel a 4518-as, Pálmonostorával a 4503-as út köti össze.
A hazai vasútvonalak közül a Kiskunfélegyháza–Orosháza-vasútvonal érinti, amelynek egy megállási pontja van itt, Gátér megállóhely. A vasúti megállóhelyet a 451-es főútból északnak kiágazó, nyúlfarknyi 45 306-os számú mellékút szolgálja ki.

## Története
A vasútállomás területén több mint 300 síros késő avar temetőt tártak fel a 20. század elején.
A község határában a vándorlások nyomai már a honfoglalás korából fellelhetők. A kor legszebb emléke a bizánci származású női aranygyűrű, amelyet Exterde Tibor gátéri tanító tárt fel az egyik honfoglalás kori sírmezőből. Jelenleg gátéri leletként szerepel a budapesti Történeti Múzeumban.
A szomszédos községekből települtek ide az emberek, kizárólag magyarok. Az 1820-as évek táján épülhetett a csárda, amely a Csongrád-Kiskunfélegyháza és Kecskemét vásári útvonalon, valamint a Budapest-Szentes-Hódmezővásárhely-Szeged postakocsi-útvonalon állt. Vendégei vásározók, betyárok, postakocsi-utasok voltak. A feljegyzések szerint lóváltó állomás is volt, sőt Petőfi Sándor édesapja, Petrovics István is bérelte. Kedves felirattal csalogatta a vendégeket: „Itt a világ közepe, ha nem hiszi, jöjjön be.”
1880-ban épült az első iskola, amelyben egy tanító tanított. A települést később a szomszédos Pálmonostorához csatolták. A mindinkább fellendülő gazdasági élet, az önálló közigazgatás szükségességének a következményeként 1924. május 1-jén megalakult a mai önálló község, Gátér, amely nevét a falut átszelő érről, a Gát-érről kapta.
A lakosság száma a 20. század első felében az ötvenes évek végéig, a hatvanas évek elejéig növekedett, ettől kezdve folyamatos népességfogyás jellemző.
Gátér belterületi útjai szilárd burkolatúak, vezetékes vízzel és elektromos árammal szinte valamennyi lakás rendelkezik. 1992 óta a lakások mintegy 80%-ában a vezetékes gáz is bevezetésre került. 2003. április 1-jétől megoldódott a lakossági szilárd hulladék gyűjtése, 2005-től pedig lehetőség nyílik a szelektív hulladékgyűjtésre is.
A 2004. május 5-én tartott községi rendezvényen ünnepeltük Gátér független településsé válásának 80. évfordulóját, és erre az alkalomra készült el a falu címere is. A címer három részből áll. A jobb oldali pajzsrészben egy oroszlán látható, amely búzát és kukoricát tart a kezében, mutatva, hogy a településen élők mezőgazdasági tevékenységgel foglalkoztak. A bal pajzson Szent Anna-oltár található, ami a templomhoz kapcsolódik. Az alsó harmadban pedig egy postakocsit ábrázoltak, két lóval. Ez jelzi azt, hogy valamikor a település megállóhely volt a postakocsi-útvonalon.
Gátéron dolgozik az ország egyetlen lovaspostása, aki a község külterületén 73 km-es útvonalon hordja lovaskocsival a küldeményeket. A kétkerekű homokfutót a Posta Rt. készíttette, a ló a postás tulajdona. Nem mindig közlekedik így, csak akkor, ha az időjárás viszontagságai, a nagy hó vagy belvíz miatt máshogy már nem lehet eljutni a környékbeli tanyákra.
A Kiskunsági Nemzeti Park természetvédelmi területté nyilvánította a Fehér-tó gátéri részét. A területen sokféle védett vadmadár megfigyelhető. Jellemző vonuló madarak a darvak, a vadludak, récék és a parti madarak. Rendszeresen fészkelnek itt a gémfélék. 1999-ben a Természetvédelmi és Ornitológiai Tábornak a gátéri Fehér-tó biztosította a helyszínt. Közel 200 gyermek tapasztalhatta meg a természet közelségének élményét.
Római katolikus templomunk 1925-ben épült, gótikus stílusban, védőszentje Szent Anna. Minden évben Anna napkor, július végén tartjuk a templom búcsúját. A második világháború községünket is érintette. Az áldozatok tiszteletére 2001-ben emlékművet állítottunk.

## Közélete

### Polgármesterei
- 1990–1994: Urbán Istvánné (független)[5]
- 1994–1998: Urbán Istvánné (független)[6]
- 1998–2002: Urbán Istvánné (független)[7]
- 2002–2006: Urbán Istvánné (független)[8]
- 2006–2010: Urbán Istvánné (független)[9]
- 2010–2014: Jánosiné Gyermán Erzsébet (független)[10]
- 2014–2019: Jánosiné Gyermán Erzsébet (független)[11]
- 2019–2024: Jánosiné Gyermán Erzsébet (független)[12]
- 2024– : Pállné Dakó Eszter Anikó (független)[1]

## Népesség
A település népességének változása:
| Lakosok száma | 952  | 941  | 888  | 856  | 858  | 857  | 860  |
|               | 2013 | 2014 | 2018 | 2021 | 2022 | 2023 | 2024 |

A 2011-es népszámlálás során a lakosok 90,2%-a magyarnak, 0,1% németnek mondta magát (9,7% nem nyilatkozott). A vallási megoszlás a következő volt: római katolikus 65,8%, református 1,8%, evangélikus 0,1%, görög katolikus 0,5%, felekezeten kívüli 11,7% (19,9% nem nyilatkozott).
2022-ben a lakosság 94,8%-a vallotta magát magyarnak, 0,3% németnek, 0,2% cigánynak, 0,2% románnak, 0,1% bolgárnak, 0,9% egyéb, nem hazai nemzetiségűnek (5,1% nem nyilatkozott; a kettős identitások miatt a végösszeg nagyobb lehet 100%-nál). Vallásuk szerint 48,1% volt római katolikus, 1,5% református, 0,8% görög katolikus, 0,3% evangélikus, 1,2% egyéb keresztény, 0,2% egyéb katolikus, 7,3% felekezeten kívüli (40,4% nem válaszolt).

## Intézmények, szervezetek
- A 2009-ben felújított könyvtár és eMagyarország Pont szívesen látja az olvasni vagy internetezni vágyó vendégeket.[15]
- A gátéri Nyugdíjasklub 1997. július 9-én alakult 35 fővel. Céljuk a faluban élő idős emberek összefogása. Közös kirándulásokat, rendezvényeket szerveznek. Más nyugdíjasklubokkal is rendszeres kapcsolatban állnak. Népdalkörük rendszeresen részt vesz a község és a környék kulturális rendezvényein.
- 1994 óta működik a faluban a Kismakkos Néptáncegyüttes.[16]
- Ugyanez az egyesület 2011-ben művészeti tábort szervezett, mely azóta hagyomány lett.[17]
- Az Önkormányzat 2005-ben megalapította a Gátér községért díjat, mellyel minden évben egy személyt vagy közösséget jutalmaznak a faluért, közösségért tett munkájáért.
- A gátéri iskolás gyermekeket már évek óta segíti a Gátéri Gyermekekért Oktatási Nevelési Alapítvány
- A Gátér Községért Egyesület a falu lakosságának életminősége javításában, a lakókörnyezet szépítésében, a sport- és kulturális élet fejlesztésében játszik nagy szerepet.
- A Polgárőrség a községben már 7 éve működik. Jelenlegi létszámuk 33 fő.
- 2010-ben elindult a Gátéri Falulap, mely azóta is rendszeresen tájékoztatja a lakókat a faluban történtekről. Az újság online is elérhető.[18]

## Állandó rendezvények
- A Kismakkos Néptáncegyüttes egész évet átfogó rendezvénysorozattal ajándékozza meg a falut.

Első programjuk a Tavaszköszöntő, az éves néptáncgála, melyen vendég tánccsoportokkal egy színpadon mutatják be régi és új koreográfiáikat.
Ezt követi a szintén tavasszal megrendezésre kerülő Gyermek néptáncgála.
A nyár végén Kismakkos Kupát rendeznek a táncos barátaikkal, melyre nézőként várják a falubelieket, illetve este táncházat tartanak, melyre szeretettel várják az érdeklődőket.
Karácsonykor Karácsonyi délutánt szerveznek, amelynek keretében kézműves foglalkozáson vehetnek részt a gyerekek, majd műsort adnak, végül táncházra invitálják a nézőket.
- Az adventi időszakban egy közösségi koszorú áll a Faluház bejáratánál, melynek minden gyertyáját más-más szervezet képviselője gyújtja meg.
- Március 15-én az ünnepi műsor után fáklyás felvonulással emlékeznek a forradalomra.
- Május végén, a Pünkösdölőn ügyességi versenyen vehetnek részt a családok.
- Augusztus elején rendezik meg az Amatőr Fogathajtók Ügyességi Versenyét, amely este az úgynevezett „Lovasbállal” zárul.
- Augusztus 20-án ünnepi műsorral és kenyérszenteléssel emlékeznek az államalapításra.
- Ősszel a szüreti felvonuláson táncosok, beöltözött gyerekek és felnőttek járják be a falut, este szüreti bált rendeznek.
- Október utolsó napján elérkezik a Tök jó délután, ahol töklámpásokat készíthetnek a gyerekek.
- Szilveszter délelőttjén a program jelmezes futás, a maskarában érkezők között különdíjat osztanak ki.

Ezen ünnepek hagyománnyá lettek a faluban, de mellettük sok alkalmi megemlékezés és rendezvény színesíti a hétköznapokat, ilyen például a kutyaszépségverseny, a családi főzőnap vagy a pingpong verseny.